# Konrad Musalek
Konrad Musalek (* 28. April 1933 in Wien) ist ein österreichischer Komponist und Musikpädagoge.

## Leben
Konrad Musalek studierte am Konservatorium der Stadt Wien Komposition und Musiktheorie und schloss hier mit der Diplomprüfung in Musiktheorie ab. Zudem studierte er in den Jahren von 1963 bis 1966 Klavier an der Wiener Musikhochschule. Die Staatsprüfung in Klavier schloss er ebenda ab.
In den Jahren von 1956 bis 1970 war Musalek in Wien als Hauptschullehrer tätig und unterrichtete von 1970 bis 1993 als Professor für Instrumentalmusikerziehung an der Pädagogischen Hochschule Wien. Zudem lehrte er von 1980 bis 1995 als Professor für Musiktheorie am Franz Schubert Konservatorium in Wien.
Seit dem Jahr 1983 leitet er die Wiener Sommer-Seminare für neue Musik und ist seit 1985 Präsident der Gesellschaft zur Förderung neuer Musik/Ensemble für neue Musik „Simukovani“. Seit 1993 ist Konrad Musalek als freischaffender Komponist und Vortragender tätig und gibt seit 1995 privaten Kompositionsunterricht.

„Meinen Kompositionsstil könnte man als freitonal und freirhythmisch, ametrisch bezeichnen. Freitonal, das heißt an keine Tonleiter im traditionellen Sinn gebunden, desgleichen auch nicht der Zwölftontechnik verpflichtet. Die Abfolge der Töne wird jeweils im Detail sowie im größeren formalen Ablauf nach unbewussten, inneren Gesetzen ausgewählt und zusammengestellt (komponiert). Im freirhythmischen, ametrischen Stil gibt es keine regelmäßig wiederkehrenden gleichen kleinen Zeitabschnitte, keine Takteinteilung im traditionellen Sinn; vielmehr sind Tondauer und der sich daraus ergebende Rhythmus im begrenzten Rahmen frei; daraus ergibt sich auch eine neue, sich von der herkömmlichen heraus– und weiterentwickelnde Notenschrift.“

## Auszeichnungen
- 1968: Preis des ORF beim Wettbewerb „Das neue Lied“[1]
- 1992: Oberstudienrat[1][2]

## Werke (Auswahl)

### Solomusik
- Die Prinzipien wachsen mit der Entfernung zum Problem – Solo für Klavier mit Sprecherin und Tonbandzuspielung (1951/1992)[3]
- Langsame Viertel – Solo für Klavier (1954)[3]
- Kleine Sekunden – Solo für Klavier (1954)[3]
- Deutliche Sechzehntel – Solo für Klavier (1954)[3]
- Große Sekunden – Solo für Klavier (1955)[3]
- Ohne Taktstriche – Solo für Klavier (1955)[3]
- Langsame Schläge – Solo für Klavier (1956)[3]
- Kleiner zweistimmiger Walzer – Solo für Klavier (1956/1990)[3]
- Allegretto im 4/4-Takt – Kleiner Marsch, Solo für Klavier (1958)[3]
- Andante im 3/4-Takt – Solo für Klavier (1958)[3]
- Langsam und zart – Solo für Klavier (1958/1988)[3]
- Moderato – Kleiner Tango, Solo für Klavier (1959)[3]
- Schnell-Eisenbahn – Solo für Klavier (1959)[3]
- Sonatine – Kleine Sonatine, Solo für Klavier (1959)[3]
- Poco allegro – Maschinen, Solo für Klavier (1959)[3]
- Impression – Solo für Akkordeon (1960)[3]
- Marsch, Walzer und „Marsch-Walzer“ – Solo für Klavier (1960/1962)[3]
- Präludium (Toccata) und Fuge – Solo für Klavier (1962)[3]
- Zehn Variationen über ein eigenes Thema – Solo für Klavier (1963)[3]
- Fünf Variationen über vier Töne – Solo für Akkordeon (1967)[3]
- Lieder ohne Worte – frei nach Bildern von Wilhelm Busch, Solo für Klavier (1971)[3]
- Musik zu einer elektronischen Computergrafik – Solo für Klavier (1972)[3]
- Aleatorische Skizze – für Klavier über Johann Wolfgang von Goethes „Erlkönig“ (1973/1988)[3]
- Religioso misterioso – Solo für Klavier (1975)[3]
- Zwölf musikalische Meditationen über Chagall-Glasfenster – Solo für Klavier (1977/1978)[3]
- Advent – Skizze für Klavier (1980)[3]
- Szene I – Solo für Akkordeon (1981)[3]
- 14 kreative Spielstücke – Solo für Akkordeon (1982)[3]
- Glückwunschkartengrüße – Solo für Flöte (1987)[3]
- XENEH – Solo für Gitarre (1987)[3]
- BÄPE – Solo für Flügelhorn (1987)[3]
- WEDIN – Solo für Akkordeon (1987)[3]
- TANEKAT – Kantate für Gitarre und Solostimme nach Texten von Thea Witzemann (1988)[3]
- Noktürns – Neun Stücke für Gitarre (1989)[3]
- Cello-Partita für HIREC – für Violoncello-Solo und Tonband (1991)[3]
- SIMOKA, Leere Mengen, Hört die Signale! – Solo für Gitarre und Tonbandzuspielung (1991/1992)[3]
- Albumblatt – (auf mehreren Notenblättern) Solo für Gitarre (Ausgabe in lateinischer Sprache) (1993)[3]
- SALTITRAC – Sechshändiges Klavierstück für 3 Spieler (1995)[3]
- BLI-STEI-KLA – (Blind-Steine-Klavier) für Klavier und 6 Steine (1995)[3]
- ORTOFUHEISTA – Toccata und Fuge für Orgel über „Der Heiland ist erstanden“ (1995)[3]

### Ensemblemusik
- Liederzyklus mit Intermezzi – Duo für Perkussion und Klavier mit Solostimme Bariton nach Texten von Christian Morgenstern (1966)[3]
- Quintett – für Bassetthorn, Violine, Viola, Violoncello und Kontrabass (1977)[3]
- INTOFU – (Intrade, Toccata und Fuge) für Trompete und Orgel (1977–1981/1995)[3]
- Über deinem Scheitel träumt ein Stern – Liederzyklus, Trio für Klavier, Violine und Viola mit Duett Sopran und Bariton (1978)[3]
- Streichquartett – Quartett für zwei Violinen, Viola und Violoncello (1979/1983)[3]
- Halleluja! Lobet den Herrn in seinem Heiligtum – Vokalquartett für Sopran, Alt, Tenor und Bass (1981)[3]
- HARGEKLINE – Oktett (1982)[3]
- LIDFREGOS – Besetzung: fünf Akkordeons, zwei Violinen, zwei Violen, Violoncello und Perkussion (1984)[3]
- ZERLAW – Quartett für vier Akkordeons (1985)[3]
- Ein Liebeslied für zwei G – Duo für Gitarre und Violine (1985)[3]
- Sechs Variationen für Streicher-Sextett – Besetzung: zwei Violinen, zwei Violen, Violoncello und Kontrabass (1985)[3]
- AN-TON – Quintett für Altblockflöte, Gitarre, Klavier, Akkordeon und Violine mit Solostimme und Tonbandzuspielung (1986)[3]
- REIGLEF – Quartett für Sopranblockflöte, Altblockflöte, Tenorblockflöte und Bassblockflöte mit Tonbandzuspielung (1988)[3]
- Tanz für vier Hörner – Ein Waldhorn-Quartett (1988)[3]
- RIR-PORANECH – Trio für zwei Oboen und präpariertes Klavier (1990)[3]
- Victimae paschali – Quartett für zwei Violinen, Viola und Violoncello mit Solostimme Sopran (1991)[3]
- VALKREI GEGEN VAKIREL – Konzert: Klavier gegen Klavier für zwei im Vierteltonabstand verschieden gestimmte Klaviere und Utensilien (1993)[3]
- HESUCH – Musik zu einem Puppenspiel (Schuhe) für Klavier und Violine (1994)[3]
- PUGAROCI – Duo für Mandoline und Klavier (1995)[3]
- Tulpen aus Irland – Ein Blumenstück für Oboe d’amore, Akkordeon, Gitarre und Klavier (1996)[3]

### Geistliche Musik
- Proprium-Gesänge zur Weihnacht – für Chor und Orchester (1962)[3]
- Eine nostalgische Suite – für zwei Blasinstrumente, Klavier, Kammerchor und Schlagzeug (1968)[3]
- Ave Maria – für gemischten Chor (1969)[3]
- Halleluja – für gemischten Chor (1982)[3]
- Laß dir an meiner Gnade genügen – für Männerchor vierstimmig (1982)[3]
- Markus-Passion – für Chor und Orchester (1982)[3]
- Herr, mach mich zu einem Werkzeug deines Friedens – Motette für gemischten Chor (1983)[3]
- Symphonie 1984 – für gemischten Chor und großes Orchester (1984)[3]
- Nikolaus-Legende – für gemischten Chor und Solostimme nach einer russischen Volkserzählung (1994)[3]
- Franziskaner Messe – für vier gemischte Stimmen (Chor ad lib.) und Orgel und Streichquartett ad lib. (1995)[3]

### Tanz/Ballett/Musiktheater
- Einser – Ballettstudie für Klavier solo (1959)[3]
- Die Maske – Ballettmusik in zwölf Szenen (1977)[3]
- GANIGEN – Kammeroper in sieben Szenen (1986)[3]
- Roter Faden (Labyrinth) – Eine 4-Minuten-Tanz-Musik zu einem beweglichen Bildobjekt von Anga Sterrenberg (1996)[3]